# Колосовский, Игорь Константинович
И́горь Константи́нович Колосо́вский (7 декабря 1920 — 28 ноября 2010) — советский дипломат. Чрезвычайный и полномочный посол. После дипломатической деятельности был вице-президентом Российской ассоциации морского права.

## Биография
Родился 7 декабря 1920 года в Томске. В 1946 году окончил испанскую и английскую секции Высшей дипломатической школы при МИД СССР. На дипломатической работе с 1946 года.
- В 1946—1949 годах — сотрудник Посольства СССР в Аргентине.
- В 1949—1954 годах — сотрудник центрального аппарата МИД СССР.
- В 1954—1958 годах — советник Посольства СССР в Аргентине.
- В 1956 году — поверенный в делах СССР в Аргентине.
- В 1958—1959 годах — на ответственной работе в центральном аппарате МИД СССР.
- В 1959—1960 годах — заместитель заведующего Отделом стран Африки МИД СССР.
- В 1960—1961 годах — заведующий II Африканским отделом МИД СССР.
- В 1962—1965 годах — советник посольства СССР в США.
- С 3 августа 1965 по 27 января 1970 года был послом в Уругвае.
- С 27 января 1970 по 11 августа 1972 года — чрезвычайный и полномочный посол СССР в Мексике.
- В 1972—1985 годах — на ответственной работе в центральном аппарате МИД СССР. С 1974 года в течение многих лет был заместителем председателя межведомственной комиссии по морскому праву при МИД СССР.
- С 1985 года — посол по особым поручениям МИД СССР.

Умер 28 ноября 2010 года в Москве. Похоронен на Новодевичьем кладбище.
И. К. Колосовский — автор ряда статей для Дипломатического словаря и обзорных статей о Конвенции ООН по морскому праву, опубликованных в журнале «Международная жизнь». Также — автор монографии: Новые тенденции в дипломатии латиноамериканских стран. — М.: Международные отношения, 1979; один из авторов книги Международные отношения и внешняя политика СССР. — М., 1961.